# Самбрвиль
Самбрви́ль (фр. Sambreville, валлон. Sambveye) — коммуна в Валлонии, расположенная в провинции Намюр, округ Намюр.
Принадлежит Французскому языковому сообществу Бельгии. По данным 1 января 2006 года на площади 34,20 км² проживают 26 949 человек (плотность населения — 788 чел./км²), из которых 47,86 % — мужчины и 52,14 % — женщины. Средний годовой доход на душу населения в 2003 году составлял 11 384 евро.
Почтовый код: 5060. Телефонный код: 071.

## Города-побратимы
- Джессопалена